# Перескоки (Брянская область)
Перескоки — деревня в Брасовском районе Брянской области, в составе Глодневского сельского поселения. 
 Расположена в 4 км к северу от села Глоднево. Население — 76 человек (2010).

## История
Упоминается с первой половины XVII века в составе Глодневского стана Комарицкой волости; до 1778 года в Севском уезде, в 1778—1782 гг. в Луганском уезде.
С 1782 по 1928 гг. — в Дмитровском уезде Орловской губернии (с 1861 — в составе Глодневской волости).
В XIX веке — владение Кушелевых-Безбородко; входила в приход села Глоднева.
В 1895 году была открыта церковно-приходская школа.
С 1929 года — в Брасовском районе.
| Годы      | 1858 | 1866 | 1878 | 1893 | 1923 | 1979 | 1989 | 2002 | 2010 |
| --------- | ---- | ---- | ---- | ---- | ---- | ---- | ---- | ---- | ---- |
| Население | 474  | 510  | 617  | 847  | 1217 | 374  | 203  | 134  | 76   |